# Sciurotamias
Sciurotamias is een geslacht van zoogdieren uit de familie van de eekhoorns (Sciuridae). De wetenschappelijke naam van het geslacht werd in 1901 gepubliceerd door Gerrit Smith Miller Jr.

## Soorten
Er worden 2 soorten in dit geslacht geplaatst:
- Sciurotamias davidianus (Milne-Edwards, 1867) - Chinese rotseekhoorn
- Sciurotamias forresti (Thomas, 1922)